# Sophie Karthäuser
Sophie Karthäuser (Malmedy, maggio 1974) è un soprano belga.
Si è esibita a livello internazionale, soprattutto in ruoli di Mozart come Ilia in Idomeneo e Pamina in Il flauto magico. È anche una interprete di recital, eseguendo e registrando ad esempio le canzoni complete di Mozart e i lieder di Hugo Wolf.

## Biografia
Nata a Malmedy, la sua formazione musicale è iniziata nel villaggio di Bellevaux-Ligneuville, dove ha imparato il clarinetto presso l'accademia locale ed era membro del coro della chiesa.  All'età di 16 anni decise di prendere lezioni di canto presso l'accademia regionale. Nel 1992, all'età di 18 anni, è entrata al Conservatorio Reale di Liegi, studiando con Greta de Reyghere e Thierry Migliorini. Vincitrice della Fondation belge de la vocation nel 1997, ha continuato i suoi studi alla Guildhall School of Music and Drama di Londra con Noelle Barker. Ha partecipato ad alcune masterclass e ha preso lezioni private, in particolare con Elisabeth Schwarzkopf.

## Debutto
La Karthäuser ha debuttato sul palcoscenico come Papageno ne Il flauto magico di Mozart all'Opera di Francoforte. Presto fu notata da tre importanti istituzioni in Belgio: il festival Stavelot, l'Orchestre Philharmonique de Liège e La Monnaie. Stavelot l'ha invitata quasi ogni anno tra il 1997 e il 2005, con l'Orchestre Philharmonique de Liège ha cantato la prima parte di soprano nella Grande Messa in Do minore di Mozart insieme a Louis Langrée, anche in Les Illuminations di Britten con Armin Jordan e il ciclo Les Nuits d'été di Berlioz con Stéphane Denève . È entrata a far parte dello studio lirico de La Monnaie dove è apparsa come Despina in Così fan tutte di Mozart, come Euridice e La Ninfa in L'Orfeo di Monterverdi, Eritea in Eliogabalo di Cavalli, Hanako in Hanjo di Toshio Hosokawa e Zerlina in Don Giovanni di Mozart.

## Ruoli
Nel 2005 è apparsa per la prima volta come Pamina in Il flauto magico a La Monnaie, diretta da René Jacobs. In Le Monde, la giornalista Marie-Aude Roux ha osservato che è stata "la regina della serata". Si è poi esibita in altre opere di Mozart, interpretando Susanna ne Le nozze di Figaro nel maggio 2007 all'Opéra de Lyon, diretta da William Christie e Ilia in Idomeneo all'Opéra national du Rhin di Strasburgo. Il critico André Tubeuf ha scritto in Classica che "un grande cantante si sta schiudendo davanti ai nostri occhi". Al Théâtre des Champs-Élysées è apparsa nel ruolo di Tamiri ne Il re pastore di Mozart, ed a Berlino è stata Serpetta nel suo La finta giardiniera.
Nel 2011 ha interpretato il ruolo di Agathe in Il franco cacciatore di Weber all'Opéra-Comique di Parigi. È apparsa al Lincoln Center di New York nel 2016 come Ilia, diretta da Jacobs.

## Incisioni
- Arie d'opera di André Grétry, Les Agrémens e Guy Van Waas
- Stabat Mater di Boccherini, Les Folies Françoises e Patrick Cohën-Akenine
- Il ritorno di Tobia di Händel, Cappella Coloniensis, Naxos Records
- La Creazione di Haydn, Les Arts florissants e William Christie, Virgin Classics
- Ciclo completo di canzoni per soprano e pianoforte di Mozart, Cypres records
- Faramondo di Handel, I barochisti e Diego Fasolis, Virgin Classics
- Arie di Mozart, live a La Monnaie, Cypres records
- La Finta Giardiniera di Mozart, Freiburger Barockorchester & René Jacobs, Harmonia Mundi (2012)
- "Les Anges Musiciens" melodie scelte da Francis Poulenc, con Eugène Asti[5] (pianoforte), Harmonia Mundi (2014)
- Orlando di Händel B'Rock Orchestra & René Jacobs, Archiv (2014)
- Leçons de ténèbres di Michel-Richard de Lalande, Harmonia Mundi (2015)
- Kennst du das Land di Hugo Wolf, con il pianista Eugene Asti (2015)
- Dialogkantaten di Bach con Michael Volle, RIAS Kammerchor, Akademie für Alte Musik Berlin & Raphael Alpermann (2017)
- Miriways di Telemann, Akademie für Alte Musik Berlin & Bernard Labadie (2020)[6]